# Astragalus kasachstanicus
Astragalus kasachstanicus es una especie de planta del género Astragalus, de la familia de las leguminosas, orden Fabales.

## Distribución
Astragalus kasachstanicus se distribuye por Kazajistán, Mongolia y China.

## Taxonomía
Fue descrita científicamente por Golosk. Fue publicada en Bot. Mater. Gerb. Bot. Inst. Komarova Akad. Nauk S.S.S.R. 18: 111 (1957).